# Mezaourou
Mezaourou là một đô thị thuộc tỉnh Sidi Bel Abbès, Algérie. Dân số thời điểm năm 2002 là 6.658 người.